# Tiago Chulapa
Tiago Chulapa, właśc. Tiago Oliveira de Souza (ur. 5 lutego 1988 w Kurytybie) – brazylijski piłkarz występujący na pozycji napastnika, od 2024 roku zawodnik tajlandzkiego Chanthaburi.